# أرمار مشهدلو
أرمار مشهدلو (بالفارسية: آرمار مشهدلو) هي مستوطنة تقع في قسم اجارود الشمالي الريفي (مقاطعة غرمي) في إيران. يقدر عدد سكانها بـ 107 نسمة .